# Jubilejska godina svetog Josipa
Jubilejska godina svetog Josipa izvanredni je crkveni jubilej od 8. prosinca 2020. do 8. prosinca 2021. proglašen apostolskim pismom pape Franje Patris corde ('Očinskim srcem') o 150. godišnjici proglašenja sv. Josipa zaštitnikom sveopće Katoličke Crkve, odlukom Quemadmodum Deus pape Pia IX. 8. prosinca 1870. Također, sv. Josip je i zaštitnik pontifikata pape Franje. Dekretom Apostolske pokorničane tijekom jubilejske godine bilo je omogućeno dobivanje potpunog oprosta vjernicima. Treći je to jubilej pape Franje, nakon Jubilejske godine milosrđa i Godine posvećenog života.
U apostolskom pismu Patris corde, papa Franjo naziva sv. Josipa ovim riječima: „Ljubljeni otac, otac pun nježnosti, poslušni otac koji prihvaća; otac kojeg resi kreativna hrabrost, marljiv, uvijek u sjeni”. Papina odluka o proglašenju godine sv. Josipa došla je o 333. godišnjici kako je Hrvatski sabor na svom zasjedanju 9. i 10. lipnja 1687., na poticaj zagrebačkog biskupa Martina Borkovića, jednoglasnom odlukom proglasio svetog Josipa zaštitnikom Hrvatskog kraljevstva.